# Таба-Чіт'я
Таба-Чіт'я (англ. Thaba-Chitja) — одна з місцевих громад, що розташована в районі Таба-Цека, Лесото. Населення місцевої громади у 2006 році становило 7 283 особи.